# Justin Purll
Justin Purll, nascut el 13 de novembre de 1979, és un jugador de rugbi australià, que juga com a segona línia (1m97 i 110 kg) per la USAP de Perpinyà. Del 2001 a 2009 va jugar a Itàlia amb el Rugby Calvisano, i jugà 27 partits en la Heineken Cup amb aquest equip. En 2010, anà al Cavalieri Prato.

## Carrera

### Clubs successius
- 2001-2009: Rugby Calvisano
- 2009-2010: Rugbi Club I Cavalieri Prato
- 2010-2013: Union Bordeaux Bègles
- Des de 2013: USAP de Perpinyà

## Palmarès

### Clubs
- Campió d'Itàlia el 2005
- Guanyador de la Copa d'Itàlia el 2004